# Dobrača
Dobrača (cyr. Добрача) – wieś w Serbii, w okręgu szumadijskim, w mieście Kragujevac. W 2011 roku liczyła 425 mieszkańców.